# Fondation Galignani
Pour les articles homonymes, voir Galignani (homonymie).
La Fondation Galignani est un édifice de la fin du XIXe siècle situé à Neuilly-sur-Seine au 89, boulevard Bineau. Il s'agit d'une maison de retraite sous le régime de l'EHPAD. Cet établissement dispose actuellement de 118 chambres individuelles.

## Histoire et description
Le journaliste et éditeur William Galignani (anglo-italien naturalisé français, fondateur avec son frère de la librairie du même nom à Paris rue de Rivoli) lègue par testament à l'Assistance publique de Paris un terrain de plus de 7 000 m2 situé dans l'ancien parc du château de Neuilly vendu par lotissements, après la mise à l'encan des biens de la famille d'Orléans décidée par décret de 1852. Il prévoit la construction d'une maison de retraite pour personnes âgées de plus de soixante ans des deux sexes « respectables et de très bonne moralité ». Il meurt en 1882. L'établissement prévu doit accueillir cent pensionnaires, dont la moitié à titre gracieux, « anciens journalistes, imprimeurs, savants ou artistes français ».
Les travaux commencent en 1885 et se terminent en 1888 selon le projet des architectes Paul Vera et Albert Delaage. Il s'agit d'un édifice construit en U autour d'une cour d'honneur. Le bâtiment central est surmonté d'un petit campanile à horloge avec un jardin d'hiver. C'est ici que se trouvent les services administratifs, la salle commune, le réfectoire, la bibliothèque, le salon, les cuisines, la lingerie et la chapelle. Au début, le service est assuré par des Sœurs de la Charité. Les chambres des pensionnaires se trouvent dans les ailes de trois étages.
La maison de retraite ouvre ses portes en avril 1889 et elle est officiellement inaugurée le 22 juillet 1889, en présence de M. Peyron, directeur de l’Assistance publique, de M. Whitelaw-Reid, ministre des États-Unis d’Amérique, des délégués de l'Académie française, des présidents du Cercle de la librairie, des chambres syndicales des imprimeurs typographes et des imprimeurs lithographes, et de M. Poubelle, préfet de la Seine. Un nouveau corps de bâtiment a été construit à la fin du XXe siècle pour doubler le bâtiment central en lui ajoutant des étages. La fondation est actuellement gérée par le Centre d'action sociale de la Ville de Paris, qui en a hérité de l'Assistance publique en 1972.
Plusieurs personnalités ont terminé leurs jours à la fondation Galignani, comme le photographe Jean Nicolas Truchelut, qui fit partie des premiers pensionnaires en chambre gratuite, le sculpteur Auguste Ottin en 1890, le photographe Adrien Tournachon en 1891, l'écrivaine Amélie Bosquet en 1892, la philosophe Clémence Royer en 1902, le journaliste Jules Poignand en 1921, l'ingénieur et journaliste Maxime Vuillaume en 1925, la princesse Jeanne Bibesco et la compositrice Hedwige Chrétien en 1944, le peintre Gustave Dennery en 1953, la peintre Lucienne Bisson en 1965, la poétesse Mathilde Pomès en 1977, le général Martial Valin en 1980, ou encore l'artiste-peintre Marcelle Cahn en 1981.

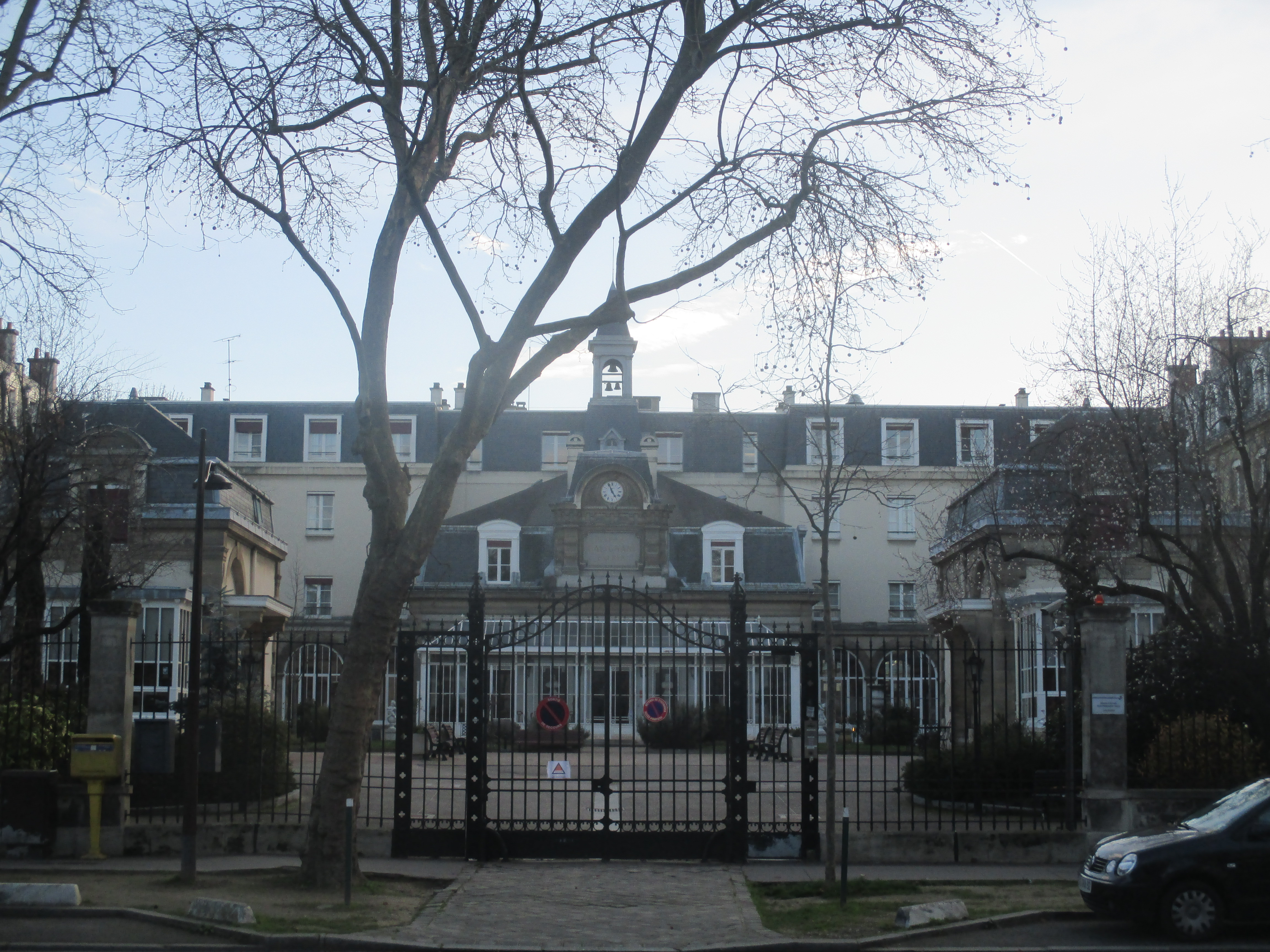
Façade de la maison de retraite donnant boulevard Bineau.
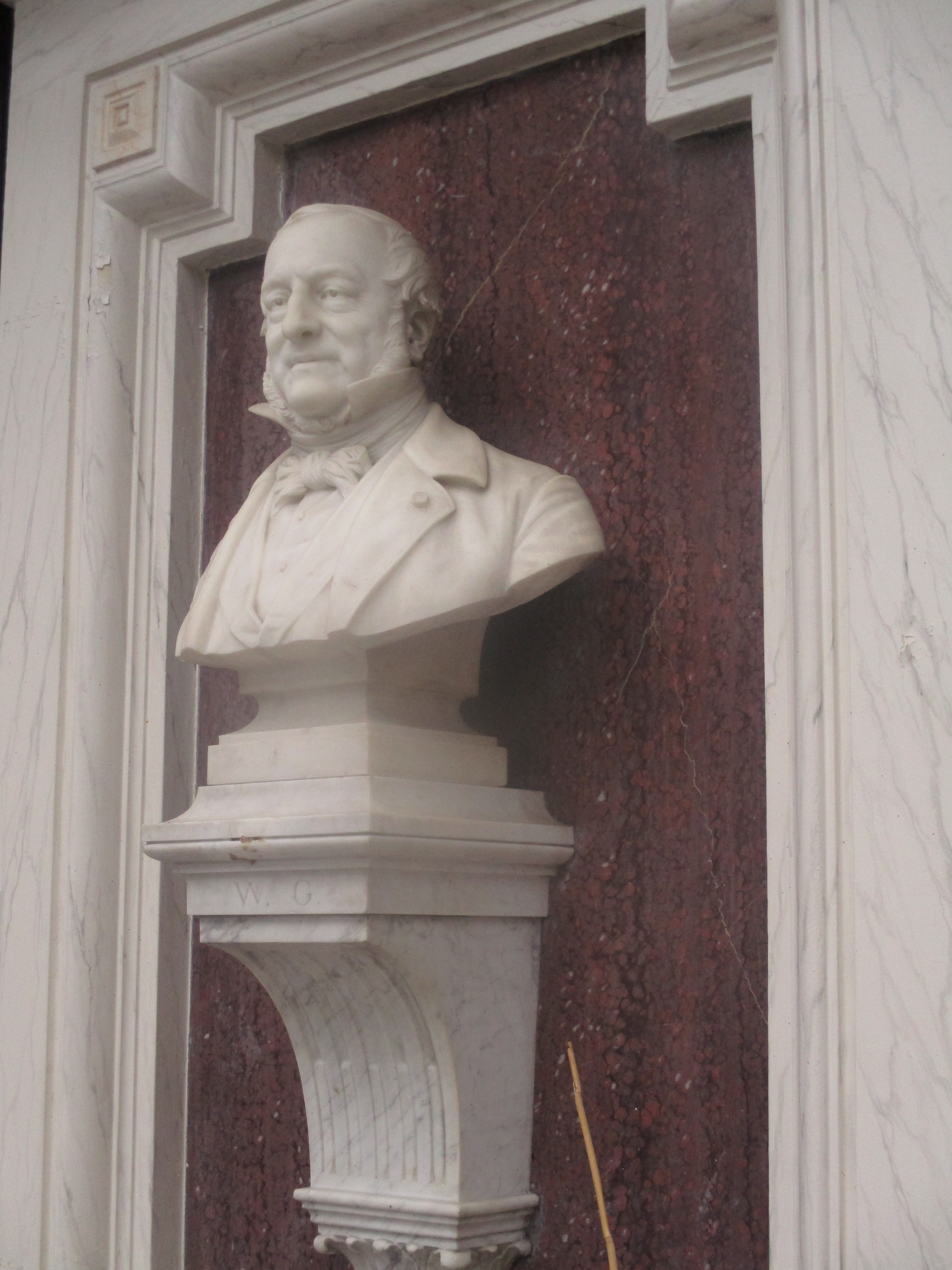
Buste de William Galignani, dans le jardin d'hiver de la fondation.
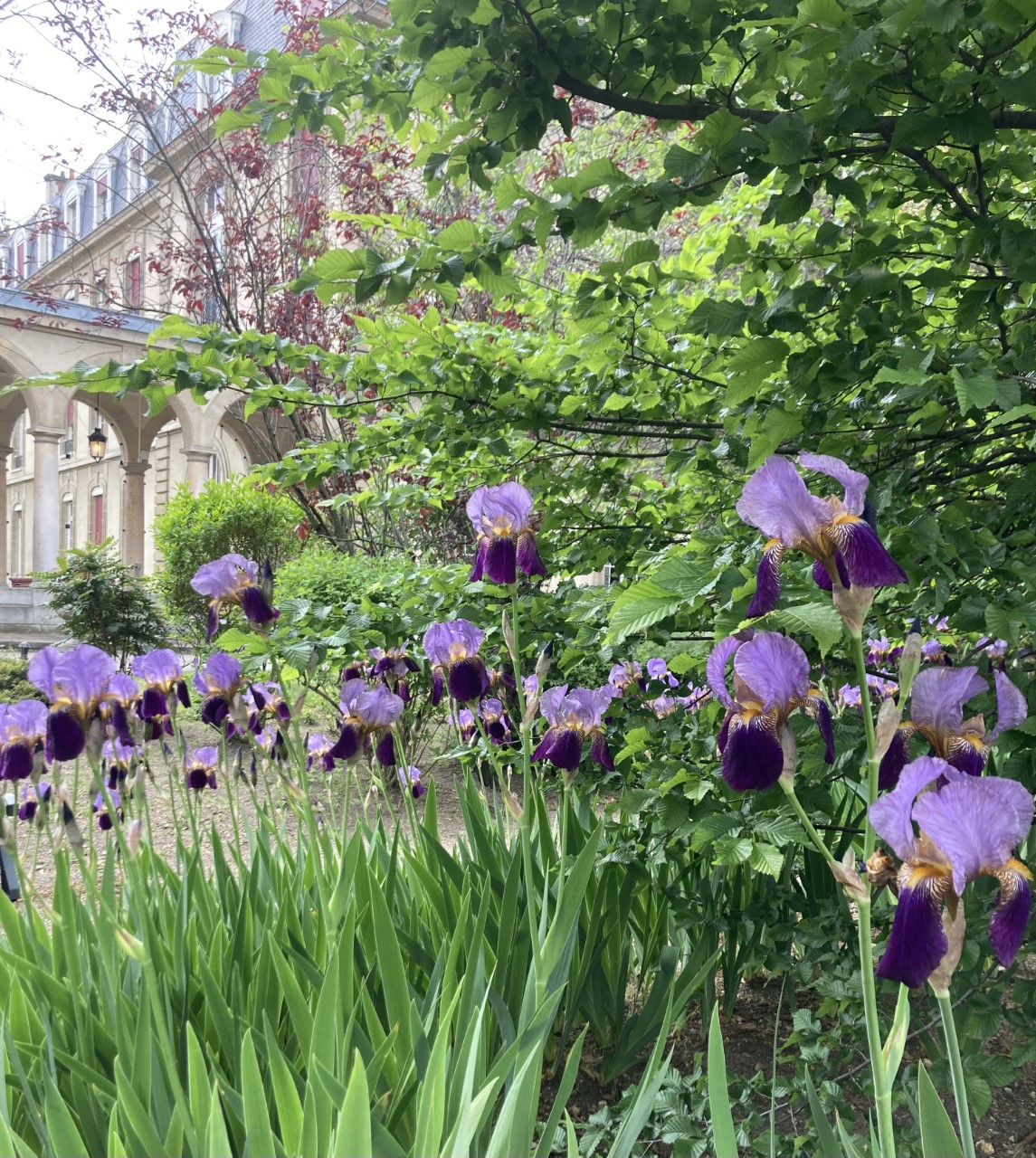
Iris à la fondation Galignani.